# Centre d'art contemporain Frank Popper
 (mars 2022).
 (mars 2022).

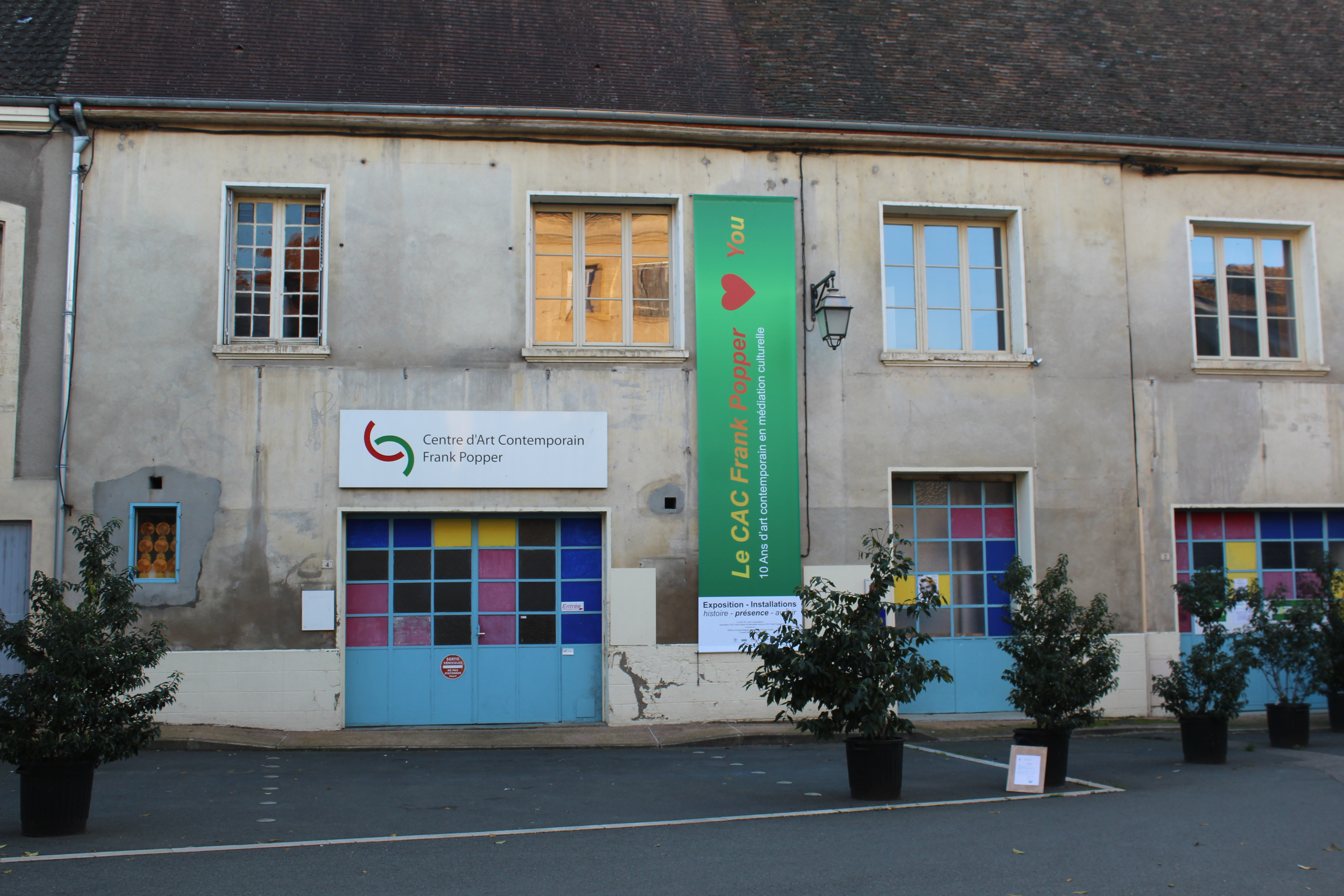
Centre d'Art contemporain Franck Popper à Marcigny

Le Centre d’art contemporain Frank Popper est situé à Marcigny, dans le Charolais-Brionnais, en bord de Loire.
Il est implanté dans les bâtiments de l’ancien prieuré daté du XIe siècle (site clunisien).
Le centre d’art a été créé en 2005 par Franz Spath, médecin et artiste et Georges Silva, universitaire.
Le centre réalise des expositions internationales (grâce à de nombreux partenaires étrangers), et des résidences d’artistes. C’est aussi un centre de formation à la médiation culturelle et un centre de ressources (publications, conférences, accueil de chercheurs).

## Historique

### Le bâtiment
Il s’agit à l’origine d’un prieuré fondé au onzième siècle par Hugues de Semur, abbé de Cluny. 
Après la Révolution, le bâtiment est converti en relais de poste, puis en restaurant, et enfin en dépôt d’épicerie en gros, avant de devenir, début vingt et unième siècle, un centre d’art,.

### Le centre d’art contemporain
Depuis 2005, le Centre d'art contemporain Frank Popper est un lieu d'exposition, d'accueil et de recherche. Il dispose depuis 2006 d'une collection d’œuvres et du fonds bibliographique légués par le professeur Frank Popper (1918-2020).
En 2006, Frank Popper, universitaire et organisateur d’expositions, fait donation d’une trentaine d’œuvres historiques de l’art optique, lumino-cinétique et informatique des années 60/80. La conservation et la présentation de cet ensemble unique d’œuvres internationales s’inscrit dans la continuité de l’implication de Frank Popper pour la création d’avant-garde de son temps ainsi qu’à son attachement à un art participatif tel qu’il est défendu dans son ouvrage, devenu aujourd’hui un grand classique[réf. nécessaire] : Art, Action et Participation qui, dès 1975, met le public au cœur de la création artistique. 
Le Centre d’art contemporain Frank Popper agrandit régulièrement sa collection et crée des expositions et des événements. Ceux-ci présentent notamment au public des œuvres d’artistes en relation avec les formes historiques ou actuelles de l’art construit tel Carlos Cruz-Diez, Julio Le Parc, Juvenal Ravelo (es), Vasarely, Jésus Soto, François Morelet, ou Lussigny, entre autres. Il promeut également de nombreux artistes actuels en fonction notamment de leur engagement social ou politique comme Eva Ducret, par exemple.
Le Centre d'art est géré par une double structure associative : l'association « Centre d’art contemporain Frank Popper » qui est chargée des projets, expositions, commissariats, publications, formations et l'association « Amis du Centre d’Art Contemporain Frank Popper » qui s’occupe de la gestion, des finances, et assure au centre d'art un fonctionnement transparent et citoyen. Le tout s’accompagne du Fonds de dotation « Centre d’art contemporain Frank Popper ».

## Activité

### Vocation
Le Centre d’art contemporain Frank Popper souhaite sensibiliser un vaste public à l’art contemporain et offrir aux spécialistes un lieu d’accueil (artistes en résidences, formations initiales et universitaires d'étudiants travaillant sur l'art contemporain).
Différents projets et événements sont déployés afin d'impliquer la population locale, notamment des ateliers pédagogiques, systématiquement proposés en lien avec chaque exposition, destinés aux plus jeunes.
Au Centre d’art, tous les visiteurs sont accueillis par des médiateurs culturels, particulièrement le jeune public (avec un partenariat avec la Délégation académique à l’action culturelle) et le public en difficulté́ (Centre labellisé Tourisme et Handicap).

### Expositions
- 2006 et 2008

Concepteur et co-organisateur des Biennales internationales de Marcigny.
- 2007 et 2010

Organisateur des Symposiums internationaux de sculptures monumentales de Matour.
- 2008

Carlos Cruz-Diez - La couleur dans l’espace.
- 2009

Art optique et lumino-cinétique, Collection Frank Popper.
- 2010

Art informatique et virtuel collection Frank Popper.
L’or des Rivières.
Design sur porcelaine.
- 2011

Françoise Mussel.
Michel Lefèvre.
Vasarely - connu et inconnu.
Couleur et Géométrie.
- 2012

Charles Spiessert.
Claude Loewer.
Venezuela en Arts.
Lieux-dits Eva Ducret.
- 2013

Mouvements & Lumières.
- 2014

Le CAC FP : Invité d’honneur au salon « Art Élysées"".
Le CAC FP Loves you.
- 2015

Accrochage I.
- 2016

Accrochage II. 
- 2017

L’Art - Sens de la vie, coll. Renate Trettin.
Ways of Seeing.
- 2018

Axis Mundi-Eva Ducret et Alexandra Engelfriet.
- 2019

Ensemble - Bernadette et Gilles Deschamps.
- 2020

Multitude-Singularités - Écho sociétal. 
- 2021

Lussigny à Marcigny Rétrospective de Guy de Lussigny.

### Publications
- La couleur dans l’espace, Franz Spath et Georges Silva, Carlos Cruz-Diez, Éditions CAC Frank Popper, 2008.
- Œuvres optiques et lumino-cinétiques, Collection Frank Popper. Volume 1, Franz Spath et Georges Silva, Éditions CAC Frank Popper, 2009.
- Œuvres optiques et lumino-cinétiques, Collection Frank Popper. Volume 2, Franz Spath et Georges Silva,  Éditions CAC Frank Popper, 2010.
- Couleur et Géométrie – actualité de l’art construit européen, 2011 – en collaboration avec les musées de Sens, Franz Spath et Georges Silva,  Ouvrage trilingue (français, deutsch, english), Éditions CAC Frank Popper, 2011.
- Mouvements & Lumières, Franz Spath et Georges Silva, Éditions CAC Frank Popper, 2013.
- Le CAC FP : Invité d’honneur au salon « Art Élysées », Franz Spath et Georges Silva, Éditions CAC Frank Popper, 2014.
- Sens de la vie, Kunst – Sinn des Lebens. Donation Renate Trettin, Franz Spath et Georges Silva L’Art - Éditions CAC Frank Popper, 2017.
- Lussigny à Marcigny, Franz Spath et Georges Silva Éditions CAC Frank Popper, 2021.